# Тэйнинь (провинция)
Тэйни́нь (вьет. Tây Ninh, тьы-ном 西寧) — провинция на юго-западе Вьетнама. Площадь составляет 4 049 км²; население на 2009 год — 1 066 402 человека. Плотность населения — 263,37 чел./км². Административный центр — город Тэйнинь.  
Родина религии каодай.

## Административное деление
В административном отношении делится на:
- город провинциального подчинения Тэйнинь,
- административные единицы первого порядка, города Чангбанг и Хоатхань,
- 6 уездов: Бенкау, Тяутхань, Зыонгминьтяу, Гозау, Танбьен и Тантяу.